# 独立準備委員会
独立準備委員会（どくりつじゅんびいいんかい、インドネシア語:Panitia Persiapan Kemerdekaan Indonesia）は、大日本帝国軍政時代にインドネシアに設置された、インドネシア独立の準備のために政体、領域その他の諸問題をインドネシア人委員が審議、議案採択する機関で、先に設立され成功裏に完了した独立準備調査会の成果を受け継ぎ、独立宣言草案、憲法草案等を採択し実施に移すものである。なお終戦期にインドネシア側は独自の裁量で委員を追加しており、インドネシア人独自の機関とも言える側面を持つ。

## 概要
独立準備委員会は、委員長をスカルノ、副委員長をハッタとし、他に19名の委員、合計21名（ジャワから12名、スマトラから3名、スラウェシから2名、ボルネオ（カリマンタン）から1名、小スンダから1名、マルク（モルッカ）から1名、華僑代表1名）からなる委員会である。委員は8月初頭に任命されており、その委員長であるスカルノと副委員長のハッタは同年8月11日にサイゴン郊外のダラットにおいて寺内寿一大将より8月中のインドネシア独立許与の日本政府の意思の伝達を受けた。当初8月18日に第1回正式会合が行われる予定であったが8月15日に終戦を迎えたため、インドネシア人委員達は、8月17日に独立宣言した後、8月18日に総会を開き、先に起草されていた憲法序文草案と、憲法本文草案を審議し、一部を修正して採択し、即日布告、施行した。